# حاج مهدی ابراهیمی دریانی
مهدی ابراهیمی دریانی، کارآفرین، بازرگان و نیکوکار ایرانی است که در سال ١٢٩١ در روستای دريان از توابع شبستر در استان آذربایجان شرقی به دنیا آمد. عمده‌ی شهرت وی به علت بنیان‌گذاری محله‌ی دریان نو تهران، بیمارستان شهید هاشمی‌نژاد و سوپرمارکت‌های زنجیره‌ای «یاران دریان» است. او همچنین به شکل خیریه مدارس، بیمارستان، درمانگاه و مواردی از این دست را ساخته است. وی در ۲۴ بهمن سال ۱۳۶۶ در تهران چشم از دنیا فروبست.

## زندگی‌نامه
حدود ۶۰ سال قبل در روستای دريان که اکثر اهالی آن کشاورز بودند، اغلب ساکنین برای درآمد بیشتر به شهر استانبول یا کشور روسیه سفر می‌کردند. در این میان مهدی ابراهیمی دریانی که از اهالی این روستا بود به همراه برادر بزرگترش حاج علی اکبر دریانی که به همین منظور به روسیه سفر کرده بودند، از بیم کمونیسم و از دست دادن مال به تبریز باز می گردند و تجارتخانه ای در حوزه مواد غذایی راه اندازی می‌کنند. در سال ۱۳۱۶ دو برادر به تهران آمدند و در حاجي سراي بازار حجره‌ای مي‌گيرند و به تجارت مشغول مي شوند. مهدی اما سرمایه‌اش را در حادثه‌ای از دست داد و ورشکست شد اما بعدها دوباره سرمایه‌ای به هم زد و  تجارت چای را شروع می کند که رونق می‌گیرد. سید مهدی دریانی حدود سال ۱۳۳۵ همراه عده ای از همشهری‌های خود، بنام های حاج حسین دریانی، حاج قاسم دریانی، حاج علی قلی دریانی و... تصمیم می‌گیرند در زمین‌های بکر طرشت که هنوز جزو شهر نشده بودند؛ ساختمان سازی را شروع کنند. او همچنین در بخشی از دانشگاه شریف نیز سرمایه‌گذاری کرده است. ابراهیمی دریانی در طی حیات خود در بیش از ۷۵۰ مدرسه، بیمارستان و… در شهرهای مختلف ایران ساخته است.
مستند «تاجر عاشق» به کارگردانی رهبر قنبری درباره‌ی زندگی او ساخته شده است.

## دستاوردها
- افتتاح اولین مدرسه در دريان سال ١٣٢٥
- ساخت ۲۴ مدرسه تا سال ١٣٣٨ ساخت بیمارستان در دريان به سال ١٣٣٥
- بنیان‌گذاری محله‌ی «دریان نو» تهران در خيابان ستارخان تهران در سال ١٣٣٣
- بناي اولين آپارتمان سازي در ايران واقع در شهر آراء تهران در سال ١٣٣٨
- كلنگ زني بيمارستان و درمانگاه به نام دريانی(شهيد هاشمي نژاد كنونی) این بیمارستان امروز به قطب کشوری پيوند كليه و دياليز معروف است.
- بنیان‌گذاری سوپرمارکت‌های زنجیره‌ای «یاران دریان»
- ساخت بيمارستان در شبستر ساخت اولين حمام به‌روز در شبستر
- بازسازي سقف بازار شبستر

## بیمارستان دریانی
بیمارستان شهید هاشمی‌نژاد یا بیمارستان دریانی یکی از بیمارستان‌های تخصصی و فوق تخصصی تهران است. این بیمارستان به عنوان مرکز کشوری درمان بیماری‌های کلیوی تحت پوشش دانشگاه علوم پزشکی ایران قرار دارد و اولین و بزرگترین مرکز همودیالیز و پیوند کلیه در ایران بوده‌ است.
در سال ۱۳۸۸ بیمارستان هاشمی نژاد در ردیف ۱۰ سازمان برتر ایران قرار گرفت.

## سوپرمارکت‌های زنجیره‌ای «یاران دریان»
سوپرمارکت‌های زنجیره‌ای «یاران دریان» از بزرگترین مجموعه فروشگاه‌های زنجیره‌ای خاروبار فروشی به لحاظ تعداد شعب در ایران است که بیش‌تر شعب آن در تهران ایجاد شده است. گفته می شود تا به امروز، «یاران دریان» ۳۵۰ شعبه فعال تنها در تهران دارد. 
برند بودن نام دریانی تا آنجا پیش رفته که خیلی از سوپرمارکت ها که اصالتا دریانی هم نیستند، نام «سوپر دریانی» برای خودشان انتخاب می کنند. گل مغازه های تهران برای دریانی هاست، از فرمانیه در شمال شرق تهران، تا سعادت آباد در شمال غرب تهران، هر جا که میدان پرتردد و بزرگی هست، اگر سوپرمارکتی آن حوالی باشد، بزرگ‌ترین و چشمگیر ترین آن «دریانی» است.
«سال ۸۳ در حسینیه ای پشت اداره گذرنامه در خیابان پاتریس لومومبا، بزرگان دریانی تصمیم گرفتند یک اتحادیه جدی تر داشته باشند. در آن تاریخ و در آن حسینیه، حدودا ۵۰۰ سوپر مارکت آمدند و عضو این مجموعه شدند»؛ این سطرها بخشی از مصاحبه مهدی عارفی دریان، مدیرعامل فروشگاه زنجیره ای «یاران دریان» است. تا قبل از سال ۸۳، سوپرمارکت های دریانی، در قالب یک بیزینس فامیلی اما گسترده فعالیت می کردند؛ یعنی بقالی های کوچک و پراکنده در سطح شهر تهران که اهل دریان بودند یا به نحوی با طایفه دریانی ها ارتباط داشتند. بعد از سال ۸۳ و با فعالیت گسترده ترِ فروشگاه هایی چون شهروند و هایپر استارها، دریانی ها از مدیریت سایه خود خارج شدند. از اسفند ۸۳، نخستین فروشگاه خصوصی ایران با نام «یاران دریان» ثبت شد. به بیان دیگر زمزمه های تجمیع بقالی ها و پیوستن به فروشگاه های زنجیره ای از آن سال آغاز شد، در اواخر سال ۱۳۸۸ به اوج خود رسید و آن تفکر سنتی که دریانی باید اهل دریان باشد نیز آرام آرام از ساز و کار آن ها رخت بست.
اصلی‌ترین سهام‌دار یاران دریان، شرکت «تکدانه» است.

## محله‌ی «دریان نو» تهران
به گفته اهالی قدیمی محله سال ۱۳۳۰ میدان دریان نو وجود نداشت و میدان و اطرافش بیابانی بود که در شرق محله طرشت قرار داشت تا اینکه از سال ۱۳۳۵ اولین نشانه‌های سکونت در این حوالی شکل گرفت.
سید مهدی دریانی حدود سال ۱۳۳۵ به همراه عده ای از همشهری‌های خود، بنام های حاج حسین دریانی، حاج قاسم دریانی، حاج علی قلی دریانی و... تصمیم می‌گیرند در زمین‌های بکر طرشت که هنوز جزو شهر نشده بودند؛ ساختمان سازی را شروع کنند. به گفته یکی از فرزندان حاج حسین دریانی، (از شرکای حاج مهدی) همان سال‌ها سید مهدی دریانی حدود یک میلیون متر مربع از زمین های طرشت را خریداری می‌کند و اولین شرکت ساختمانی در تهران، بنام شهرآرا را همراه شرکایش و با ۲۲ بلوک ساختمانی می سازد. همچنین  در قسمت جنوبی محله شهر آرا، محله‌ای خصوصی برای سکونت دریانی‌ها می سازد. سید مهدی دریانی نام این محله خصوصی را دریان نو به معنای دریانی دیگر می گذارد که میدان دریان نو در ابتدای آن واقع شده است. البته ساخت میدان دریان نو حدود دو سال طول می‌کشد.